# 움베르토 스파다로

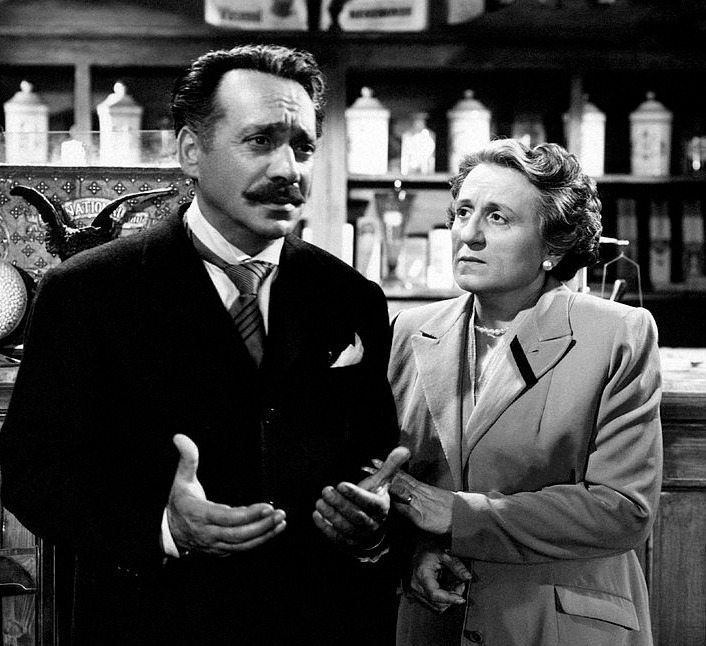

움베르토 스파다로(Umberto Spadaro, 1904년 11월 8일 ~ 1981년 10월 12일)는 이탈리아의 영화배우이다.
안코나에서 태어났으며 로마에서 사망하였다.

## 영화
- 유혹당하고 버림받다 (1964년)
- 푸른 대로 (1957년)
- 무기여 잘 있거라 (1957년)
- 최상의 부분 (1956년)
- 돈 카밀로와 페포네 (1955년)
- 사랑의 눈물 (1954년)
- 정복된 사람들 (1953년)
- 자전거 도둑 (1948년)
- 톰볼로, 검은 낙원 (1947년)